# 国際連合安全保障理事会決議26
国際連合安全保障理事会決議26（こくさいれんごうあんぜんほしょうりじかいけつぎ26、英: United Nations Security Council Resolution 26, UNSCR26）は、1947年6月4日に国際連合安全保障理事会で採択された決議。国際司法裁判所の手続きに関するもの。

## 内容

国際司法裁判所が設置されているオランダ・ハーグの「平和宮」

この前年となる1946年11月19日に手続規則に関する安全保障理事会の合意に基づいて国連総会において仮採択された総会決議第88号(I)を考慮して、下記1.の規則を2.のように改めた。
1. 国際司法裁判所の構成員を埋めるための総会の会合が、投票を行って1人の候補者が絶対的な過半数の票を獲得するまで、必要なだけ続けられるべきこと。
2. 国際司法裁判所の構成員を埋めるための国連安保理の会合が、投票を行って1人の候補者が絶対的な過半数の票を獲得するまで、必要なだけ続けられるべきこと。